# Noāmundi
Noāmundi är en ort i Indien.   Den ligger i distriktet Pashchim Singhbhūm och delstaten Jharkhand, i den östra delen av landet, 1 100 km sydost om huvudstaden New Delhi. Noāmundi ligger 475 meter över havet och antalet invånare är 16 558.
Terrängen runt Noāmundi är platt åt nordost, men åt sydväst är den kuperad. Runt Noāmundi är det ganska tätbefolkat, med 248 invånare per kvadratkilometer. Närmaste större samhälle är Bada Barabīl, 13,2 km väster om Noāmundi. I omgivningarna runt Noāmundi växer huvudsakligen savannskog.